# Allariz
Allariz ilà một đô thị trong tỉnh Ourense, thuộc vùng Galicia ở tây bắc Tây Ban Nha. Diện tích 85,3 km² và dân số 5.323 người trong 16 giáo khu.